# Leo Kubiak
Leo R. Kubiak (Toledo, Ohio, 25 de diciembre de 1927) es un exjugador de baloncesto estadounidense que disputó una temporada en la NBA, además de jugar en la NBL y la NPBL. Con 1,80 metros de estatura, jugaba en la posición de base.

## Trayectoria deportiva

### Universidad
Jugó durante cuatro años con los Falcons de la Universidad Estatal de Bowling Green, donde jugó además al béisbol. Con el equipo de baloncesto se clasificó en 3 ocasiones para disputar en NIT.

### Profesional
Fue elegido en la cuadragésimo sexta posición del Draft de la BAA de 1948 por Rochester Royals, pero acabó fichando por los Waterloo Hawks, equipo con el que jugó tres años en tres ligas diferentes, la NBL, la NBA y la NPBL. En su primera temporada promedió 7,5 puntos por partido.
Al año siguiente el equipo accedió a la NBA, y en su única temporada en la liga promedió 11,5 puntos por partido, sólo superado por Dick Mehen y Harry Boykoff dentro de su equipo. Fue además el noveno mejor de toda la liga en tiros libres, con un 81,4% de acierto. En 1950 el equipo volvió a cambiar de liga, pasando a disputar la NPBL, aunque a mitad de temporada fue traspasado a los Denver Refiners, donde acabó promediando 8,0 puntos por encuentro.
Tras djar el baloncesto, jugó dos años en las Ligas Menores de Béisbol con un equipo de Green Bay asociado a los Cleveland Indians.

## Estadísticas de su carrera en la NBA

### Temporada regular
| Temporada | Edad | Equipo         | Liga | Pos. | P  | TIT | MIN | TC  | TCA  | %TC  | 3P | 3PA | %3P | TL  | TLA | %TL  | R.OF. | R.DEF. | REB | ASIS | ROB | TAP | PER | FP  | PTS  |
| 1949-50   | 22   | Waterloo Hawks | NBA  |      | 62 |     |     | 4.2 | 12.8 | .326 |    |     |     | 3.1 | 3.8 | .814 |       |        |     | 3.2  |     |     |     | 4.0 | 11.5 |
| Total     |      |                | NBA  |      | 62 |     |     | 4.2 | 12.8 | .326 |    |     |     | 3.1 | 3.8 | .814 |       |        |     | 3.2  |     |     |     | 4.0 | 11.5 |